# دانوب

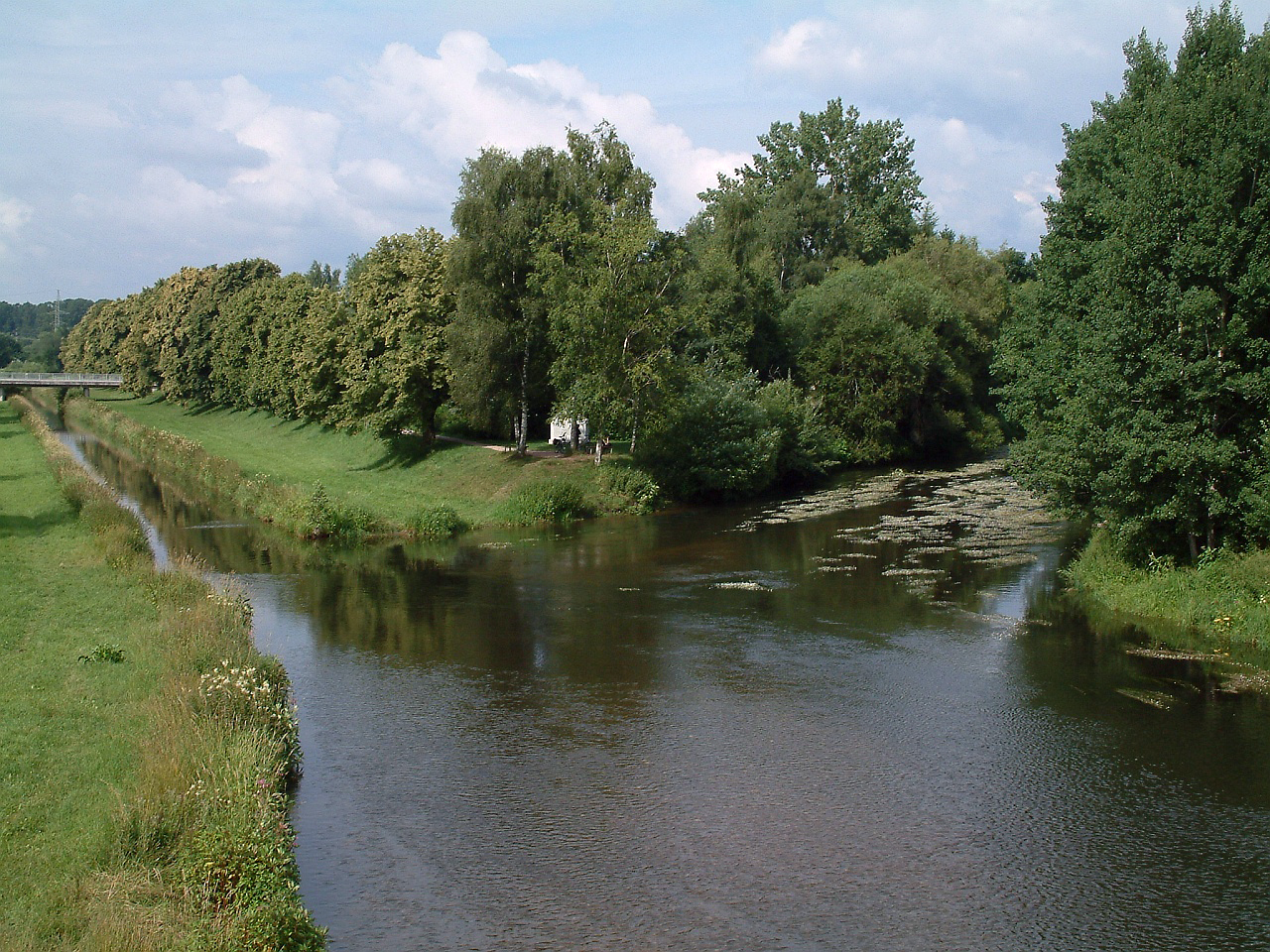
شکل‌گیری رود دانوب در شهر دونا اشینگن پس از ترکیب دو رودخانه بریگاخ در سمت راست و رودخانه «برگ» در سمت چپ

دانوب رودی در اروپا است که از جنگل سیاه در آلمان سرچشمه می‌گیرد و در ناحیهٔ دلتای دانوب در کشور رومانی به دریای سیاه می‌ریزد. رود دانوب از ده کشور می‌گذرد که به آن‌ها کشورهای دانوبی (آلمان، اتریش، اسلواکی، مجارستان، کرواسی، صربستان، بلغارستان، رومانی، مولداوی، اوکراین) هم می‌گویند. رود دانوب با ۲۸۵۰ کیلومتر دومین رود طولانی اروپا پس از ولگا است. قرار داشتن ۱۲۰۰ کیلومتر از دانوب در رومانی، آن را تبدیل به طویل‌ترین رود در این کشور کرده است. دلتای رود دانوب در اروپا، با بیش از ۳۵۰۰ کیلومتر مربع وسعت، زیست‌بوم بیش از ۳۰۰ نوع پرنده، ۱۹۰۰ گونه گیاهی و ۱۳۳ نوع ماهی است.

## نام دانوب
دانوب از زبان‌های ایرانی به معنی رودخانه ریشه گرفته و به دورهٔ سکاها بازمی‌گردد که در جنوب اروپا سکنی داشتند.
نام دانوب در زبان‌های اروپایی به شیوه‌های مشابه تلفظ می‌شود از جمله:
- آلمانی: Donau
- اسلوواکی: Dunaj (دونای)
- مجاری: Duna
- صربی‌کرواتی: Дунав /Dunav (دوناو)
- بلغاری: Дунав (دوناو)
- رومانیایی: Dunăre
- لاتین: Danuvius

## پیشینه فرهنگی

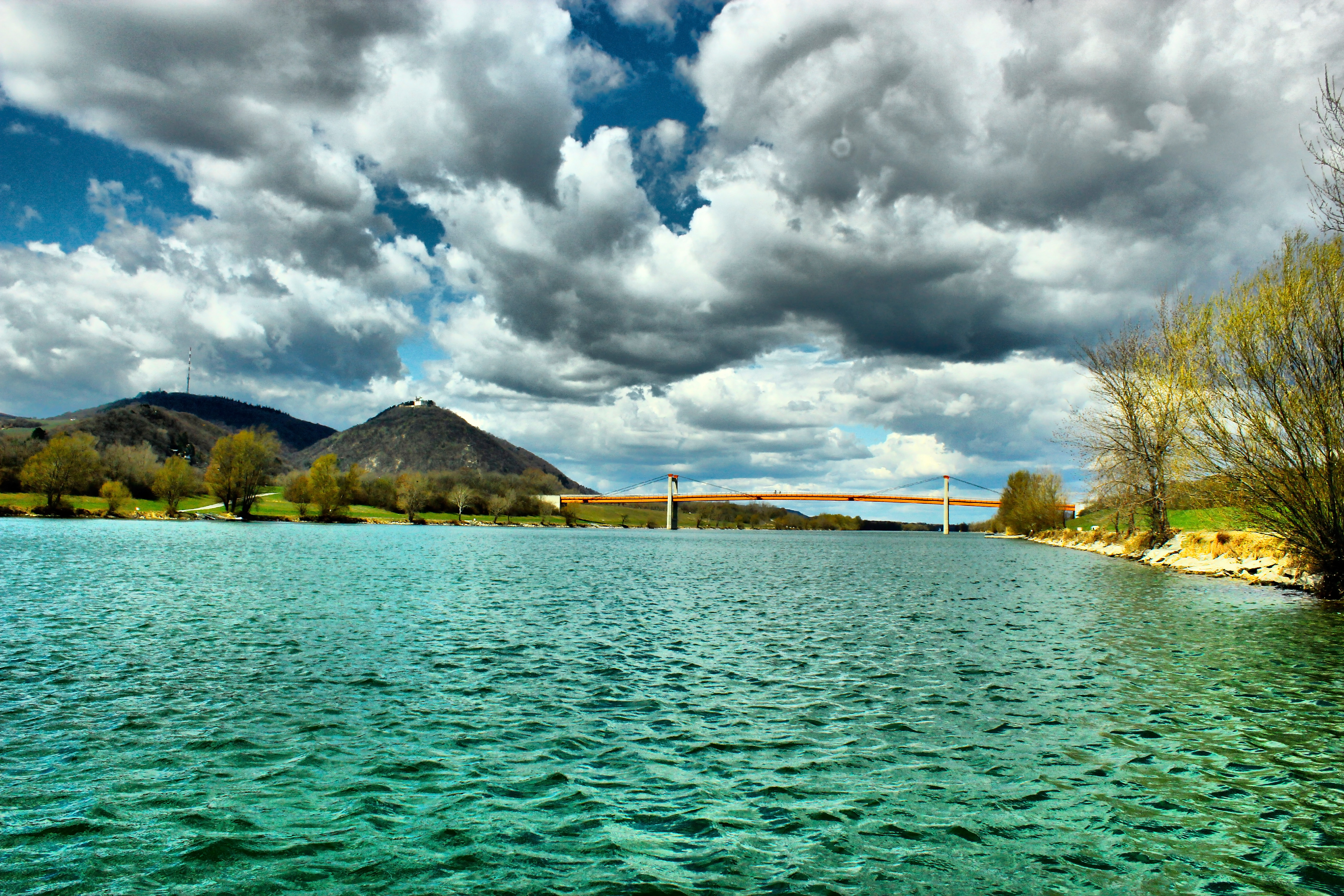
رود دانوب در شهر وین

در پیدایش، توسعه و انتقال تمدن در اروپا و روم، رود دانوب نقش بسیار مهمی را دارا بود. حوضهٔ رود دانوب تا مدت‌ها مرکز فعالیت فرهنگی ابتدایی بود و پیش از آنکه فعالیت‌های تمدن‌های کارتاژ و اتروسک در سرزمین‌های مدیترانه غربی شناخته شود، راهبر سایر بخش‌های اروپا بود. اندیشه‌هایی که از راه پراکندگی فرهنگی از مراکز کهن‌تر فرهنگی مانند مصر و میان‌رودان رسیده بود زندگی در این منطقه را تغییر داد. حوضهٔ رود دانوب که از قلب اروپا به سوی غرب تا دریای سیاه گسترش داشت، راهی طبیعی برای نفوذ از غرب آسیا به بخش شمالی اروپا به وجود آورده بود.
فرهنگ هالشتات از سال ۹۰۰ ق. م توسط مردم حوضه رود دانوب و شمال رشته کوه‌های آلپ پدید آمد؛ آنها در تجارت کهربا، (ماده‌ای که از سواحل بالتیک استخراج می‌شد) مس، آهن، قلع (که برای تولید کالاهای مفرغی مورد نیاز بود) فعالیت داشتند. فرهنگ هالشتات که نخستین فرهنگ عصر آهن اروپای مرکزی است، در فرانسه، اسپانیا، انگلستان و نیز حوضهٔ رودهای راین و دانوب و سرزمین‌های شرقی گسترش داشت. دست‌ساخته‌های آهنی و مفرغی بسیاری در مناطق پهناور دور از هم به دست آمده است، که در این میان شمشیر، سنجاق سینه و همه گونه ظرف و ابزارهایی که غالباً با طرح‌های هندسی و با شکل جانوران زینت داده شده است، یافت می‌شود.

## محیط زیست
سلامتی و طبیعت رودخانه دانوب که در نه کشور واقع شده در معرض خطر است. فعالیت‌های کشاورزی، صید بی‌رویه ماهی و مدیریت غلط فاضلاب در این کشورها تنها بخشی از دلایل تهدید موجودیت این زیست‌بوم غنی و حاصلخیز است. نهادهای طرفدار محیط زیست در برخی کشورها تلاش می‌کنند آن را برای نسل آینده محافظت کنند.